# Хотинский, Матвей Степанович
Матвей Степанович Хотинский (1810 или 1813 — 1866) — учёный-естествоиспытатель, лектор, геолог, писатель, переводчик, популяризатор естественных наук и астрономии в русском обществе. Действительный статский советник (?). Старший брат С. С. Хотинского.

## Биография
Родился по разным источникам, в 1810, 1812 или 1813 году. Происходил из «дворянских воспитанников» (о происхождении смотри здесь). Русский естествоиспытатель, химик и натуралист в области минералогии, геологии, химии и физики, переводчик, писатель и издатель, секретный сотрудник тайной полиции, действительный статский советник (при отставке).
Известный в России 1840-1860-х гг. талантливый популяризатор технических и естественных наук, медицины, землеведения, фотографии, химии, физики, географии и астрономии, рецензент как академических научных трудов, так и популярных сочинений. Обладая замечательным даром представлять читателю самые запутанные и сухие научные вопросы в ясном, общедоступном и интересном изложении, он помещал в различных изданиях статьи, относившиеся к открытиям в области науки и главным образом имевшие целью уничтожение суеверий и стремления к объяснению разных явлений сверхъестественными силам, получив от современников почетное звание «первого разоблачителя на Руси чернокнижия и тайных знаний». Хотинский первым начал знакомить широкую русскую публику с произведениями Гумбольдта, Араго и других иностранных учёных.
Деятельный член Императорского Вольного экономического общества (ИВЭО) с 1849 по 1864 год, читал при обществе публичные лекции по астрономии, выступал с докладами по естественным наукам (минералогия, геология) в собраниях общества. Много печатался в Трудах Императорского Минералогического общества и Трудах ИВЭО, где опубликовал первые руководства по химическому анализу и реактивам. Деятельный корреспондент и член редакции «Журнала Министерства народного просвещения» (ЖМНП) по части естественных наук, с 1848 по 1858 год - редактор «Указателя замечательнейших открытий по математическим, физическим и естественным наукам (опытов и наблюдений по физическим и естественным наукам), составляемого для ЖМНП». Сотрудничал в журнале «Современник» с 1848 по 1858 год, где печатался в отделах «Наука и Художества», «Критика и Библиография» и «Смесь» и стал прототипом героев некоторых произведений авторов «Современника» (Плеткина в «Сентиментальном путешествии Ивана Чернокнижникова по петербургским дачам» и Веретенникова в «Заметках петербургского туриста» - романах-фельетонах, написанных в 1850-х годах писателем А.В. Дружининым). Так же сотрудничал в журналах «Сын отечества», «Библиотека для чтения», «Отечественные записки», «Экономический указатель», газетах «С.-Петербургские ведомости», «Северная пчела» и многих других. Он был желанным и плодовитым автором научно-популярных очерков, который привлекал подписчиков для многих периодических изданий.

### Начало службы
В 1829 году окончил полный курс в Санкт-Петербургском высшем училище с правом на чин XIV класса. В 1832 году вместе с младшим братом - Степаном,  исключен из податного состояния купеческого звания. Был оставлен сверхштатным преподавателем естественных наук при Высшем училище. Занимался химическими опытами по минералогии, в частности - по выращиванию искусственных рубинов, совместно с минералогом Францом Ивановичем Вёртом, членом-учредителем, деятельным членом и учёным секретарем Императорского Минералогического общества (с ноября 1817 по февраль 1856 года), действительным членом Общества испытателей природы при Московском университете (в С.-Петербурге), и французским химиком Дюкло. За работы в области аналитической химии (применение органических реактивов в неорганическом анализе, учение о чувствительности химических реактивов, о качественном анализе и др.; в 1831 г. в С.-Петербурге опубликовал сочинение «Руководство к химическому испытанию неорганических тел противодействующими веществами, или об употреблении реактивов, в минералогическом отношении») Хотинский, в собрании от 1.05.1835 года, был избран в действительные члены Императорского С.-Петербургского минералогического общества (выбыл в 1864 г.), находившегося в ведении Министерства народного просвещения.
Классную службу начал гражданским чиновником военного ведомства, на 1.12.1836 г. – коллежский регистратор в должности помощника столоначальника 3-го стола (отдела) 3-го отделения (интендантского) канцелярии Провиантского департамента Военного министерства; губернский секретарь в той же должности на 1.01.1838 г. В том же – 1838 году, перешел в новообразованное Министерство государственных имуществ, и на 1.05.1838 г. – губернский секретарь в должности старшего помощника столоначальника 3-го стола (отдела) 4-го отделения 3-го департамента государственных имуществ. В ведении этого департамента находилось управление учреждениями «служащими к распространению сведений о сельском хозяйстве вообще», управление корпусом лесничих и гражданских топографов, производство кадастровых дел, с 1845 г. он преобразован в Департамент сельского хозяйства Министерства государственных имуществ.

### В Минералогическом обществе (1831—1864)
В середине 1840-х годов, выйдя в отставку в чине коллежского секретаря, сосредоточился на деятельности в Минералогическом обществе. В Трудах (годовых отчетах) общества за то время показано, что  собрании общества от 22.09.1846 года, в заключение сего заседания, «действительный член Матвей Степанович Хотинский читал отрывок и письма, полученного им из Парижа от доктора Кеневиля, в котором сей последний сообщал нашему сочлену некоторые сведения о вновь открытом господином Шёнбейном веществе, прозрачном как стекло, и гибком как бумага. Из этого вещества можно легко делать сосуды, которые, сохраняя свою гибкость и упругость, могут содержать в себе воду и некоторые другие жидкости. Кроме того, открыл г. Шёнбейн: озон, вещество, которое так легко электризуется, что если провести пластинку его между пальцами, то она делается светящейся в темноте, и если приблизить её в таком состоянии к стене, то прилипает к ней весьма плотно. В библиотеку общества поступило от действительного члена Матвея Степановича Хотинского "Journal des сonnaissances utiles: Courrier des Familles" с 1831 по 1845 год, всего … томов». Передал он в библиотеку общества и другие публикации ученых сочинений европейских ученых - по физиологии, астрономии, ботанике, химии, физической географии, геологии, минералогии, физике, зоологии. В VIII собрании от 5.10.1847 г., М.С. Хотинский сообщил записку «О новых минералах, открытых в последнее время в Америке».

### В Министерстве народного просвещения (1828—1858)
Научно-литературная деятельность не давала возможности достойного заработка. Поэтому, высочайшим приказом от 19.10.1847 г. № 200, по ведомству Министерства внутренних дел, М.С. Хотинский определен в службу вновь, из отставных коллежских секретарей, в министерство для занятия должности в губернии. Однако, в губернии он не поехал и в чине коллежского секретаря на 1.12.1847 г. состоял чиновником уже при самом министерстве, оставшись в столице. В том же - 1847 году, публикацией статьи «Изыскания Леверрье над движениями Урана, приведшие к открытию новой планеты – Нептуна» (LIII), начал многолетнее сотрудничество с редакцией ЖМНП и поместил в нём как большое число критических разборов разных книг научного содержания (в частях LIV—СХ), так и много статей по естествоведению и астрономии. В том же - 1847 году, он опубликовал в журнале цикл из трех статей «Взгляд на химические теории» (LIII), «Перечень химических исследований и открытий, сделанных в 1844 г.» и «Перечень исследований и открытий по органической химии, сделанных в 1845 г.» (чч. LIV-LVI и LVIII). В следующем - 1848 году, опубликовал в журнале цикл статей, посвященных исследованиям У.Ж. Леверрье периодических комет и открытию им Нептуна, составил «Перечень исследований и открытий по неорганической химии, сделанные в 1846 г.», рецензировал для журнала «Курс физиологической химии, читанный адъюнктом (Харьковского ун-та) А.И. Ходневым», и в том же - 1848 г., был определен членом редакции ЖМНП, по части естественных наук. Таким образом, начиная с 1848 года, М.С. Хотинский служил чиновником двух ведомств - Министерства внутренних дел и Министерства народного просвещения, оставаясь деятельным членом Минералогического общества.

### В Императорском Вольном экономическом обществе (1849 - 1864)
В 1849 году в жизни М.С. Хотинского открылась новая веха. В собрании от 26.02.1849 года он избран в члены-корреспонденты ИВЭО, по II-му (ученому) отделению, которое заведовало библиотекой общества, с принадлежащим к ней кабинетом естественной истории, издавало «Труды» общества на русском и немецком языках, занималось рассмотрением поступающих в общество книг, журналов, газет и рукописей по разным отраслям естественных наук, хозяйственной статистике, изобретениям и открытиям в химии и технологии для сельского хозяйства и промышленности, рассматривало и утверждало программы публичных лекций, читаемых на кафедре общества, а также рассматривало «различные предметы естественной истории». Если Минералогическое общество в целом было объединением улитарного характера, ориентированным на учёное сообщество, то ИВЭО, являясь старейшей научно-просветительской общественной организацией России, охватывало в своей деятельности интересы самых широких сословий общества, от государственных крестьян, мещан и купцов, так или иначе занимавшихся сельским хозяйством и разными промыслами, до высших чиновников, разрабатывавших программы государственных преобразований. Участие в деятельности общества открыло перед Хотинским новые, в том числе финансового характера, возможности для просветительской деятельности. В конечном счете, увлечение просветительством за счет средств ИВЭО и привело к исключению Хотинского не только из его членов, но и из членов Минералогического общества, в связи с чем было связано стремительное забвение его имени в середине 1860-х годов.
В 1851 году избран членом-редактором (по технической части) учрежденного при совете ИВЭО редакционного комитета по изданию «Сельскохозяйственной библиотеки» - издаваемые обществом популярные хозяйственные и технические руководства по полеводству, садоводству и огородничеству, скотоводству, сельскохозяйственному управлению, лесоводству и технологии. На комитет было возложено и рассмотрение учебных руководств, составляемых преподавателями Училища сельского хозяйства при ИВЭО, готовившего управляющих помещичьими имениями, а сам Хотинский был известен своими опытами по приготовлению спирта из рябины. В собрании от 22.11.1852 года он получил субсидию общества на изготовление политипажей для руководства к химии. Имея чин коллежского асессора, в собрании от 29.11.1852 года избран действительным  членом по III и IV отделениям, освобожденным от уплаты взносов. В 1853 году он рассматривал поступившую в общество статью профессора Харьковского университета А.И. Ходнева «Кермек и его употребление», которая была опубликована в «Трудах» общества, а Ходнев, по представлению IV-го отделения, был избран действительным членом ИВЭО, впоследствии заняв должность учёного секретаря общества и став самым деятельным его членом в 1860-х-1880-х годах. В собрании от 4.05.1853 года Хотинский получил субсидию общества для заказа в Париже политипажей к курсу физики. С 16.01.1854 года он начал читать цикл из десяти бесплатных публичных лекций о строении Вселенной, по работам Фридриха-Александра фон Гумбольдта, на кафедре ИВЭО, но в связи с продолжительной болезнью прекратил выступления, прочитав половину лекций, и в 1855 году получил от общества пособие (аванс) на издание лекций отдельным сочинением (с этого же года лекции стали публиковаться в «Журнале Министерства народного просвещения»). В 1854 - 1855 годах приглашен наблюдателем-редактором издания ИВЭО - «Домоводственного сборника», или двухтомной «Домашней справочной книги» (СПб., 1855), для которой отбирал и редактировал лучшие публикации по разным отраслям хозяйства и домоводства, опубликованные в России за двадцать (!) предшествующих лет (из тридцати тысяч (!) публикаций Хотинским было отобрано около полутра тысяч). С 12.05.1856 года избран членом комиссии для ревизии денежных отчетов и книг ИВЭО (за 1855 г.) и на 1.07.1856 года состоял действительным членом общества по всем I - V отделениям. В 1857 году он, вместе с А.И. Ходневым, проводил исследования «в химическом отношении» образцов сахара и сахарного песка, присланных в ИВЭО из немецкой колонии Сарепты (на Волге) Астраханской губернии. После утверждения в январе 1858 г. нового устава ИВЭО состоял членом всех трех отделений общества (на 1.03.1858 г.). В том же  - 1858 году, письменно обязался возвратить долг обществу по пособиям, полученным на издание сочинений и лекций, путем их издания и передачи обществу соответственного числа книг. С 7.03.1859 года избран членом комиссии по пересмотру программы периодических изданий общества (журнала «Труды ИВЭО» и газеты «Экономические записки»). В феврале 1861 года вместо младшего брата – Степана, выбывшего из членов общества, избран членом ревизионной комиссии и членом комиссии для составления соображений относительно сокращения расходов общества на будущее время и, как член второй комиссии, выразил готовность принять на себя, на коммерческих основаниях, право издания газеты «Экономические записки», с ежегодным пособием от общества в размере до 2 тыс. руб. (вместо 5 тысяч руб., расходовавшихся на издание газеты), которое осталось без удовлетворения. С 13.12.1862 по 10.01.1863 г. - член особой комиссии об устройстве при обществе комиссионерства по сельскохозяйственным орудиям и машинам. С 27.10.1862 г. избран членом комиссии (при II отделении) о медалях общества (большая золотая медаль «В память А.К. Мейера» и др.), ежегодно присуждаемых на конкурсах сельскохозяйственных машин и орудий. В общем собрании общества от 10.05.1863 года дан ему 3-месячный срок погасить долг (около 400 руб.) перед обществом за пособия, выданные на издание сочинений и лекций, а в случае невозврата долга (или требуемого количества книг) в установленный срок он «будет считаться выбывшим из числа членов общества» (уведомлен  о решении в августе 1863 г. в С.-Петербурге). В связи с невозвратом долга, в общем собрании ИВЭО от 2.04.1864 г. исключен из членов общества, с уведомлением о необходимости возвратить диплом на звание члена общества.

### Борьба с политической эмиграцией
Будучи штатным чиновником Министерства внутренних дел, Хотинский был и секретным агентом III отделения Собственной Ее Императорского Величества канцелярии. В 1863 году он дважды направлялся в Лондон для установления круга русских корреспондентов революционной газеты «Колокол» и источников его финансирования, получив из секретных сумм правительства пособие в 1000 руб. серебром. Был публично разоблачен А.И. Герценом в апреле 1863 года и в июне того же года в Лондоне находился под наблюдением итальянских революционеров, а кроме того, направил в «Колокол» письмо с обвинениями редакции журнала в клевете. Несколько лет спустя на смерть Хотинского в «Колоколе» была опубликована уничижительная статья («Действ. стат. советник и кавалер М.С. Хотинский. (Эпизод из истории нашего заморского шпионства)» в № 215 от 1.03.1866 г.) не только с обстоятельствами его разоблачения, но и с обвинениями в политической агентурной провокации в отношении офицеров русского флота. Однако, к 1866 году и сам А.И. Герцен, и его «Колокол», поддержав вооруженный мятеж в Польше в 1863-1864 годах, утратили влияние в общественной жизни России, поскольку для абсолютного большинства как чиновников-либералов, так и офицерского состава русской армии и флота, не говоря о широких народных массах, оказались неприемлемыми требования правительства польских повстанцев — Жонда Народова, не столько о политической независимости Польши, сколько направленные на отторжение от России части земель Прибалтики, Белоруссии и Украины, некогда входивших в состав Речи Посполитой и Великого Княжества Литовского.
На 10 июня 1863 года — действительный статский советник в отставке. Умер в Санкт-Петербурге 5 (17) января 1866 года.

## Сочинения и переводы
Кроме вышеуказанных, в «Журнала министерства народного просвещения» Хотинский поместил «Исторический очерк экспедиции в северо-полярные страны» (LIX), «Спор о планете Нептуне» (LX, 2), «Успехи знаний относительно системы миросоздания» (LXV), «Решение вопроса о теориях света» (LXIX), «Очерк жизни и трудов Этьена-Жоффруа Сент-Илера» (LXXVII). В журнале «Сын отечества» в 1860 году была напечатана серия его статей под заглавием «Темные стороны человеческого ума и чувств»; отдельные издания по этой теме: «Рассказы о темных предметах, о волшебстве, натуральной магии, обманах чувств, суевериях, фокусничестве, колдунах, ведьмах и т. п.»: с политипажными рисунками (СПб.: В тип. И. Шумахера, 1861. — 579 с.) и «Чародейство и таинственные явления в новейшее время» (СПб.: изд. Е. Н. Ахматовой, 1866. — 438 с.). В последние годы жизни он почти исключительно занимался переводом научных сочинений; в их числе: перевод сочинений Араго «Популярная астрономия» и «Историческая записка о паровых машинах».

## Семья
Был женат с 1842 года на девице баронессе Шелс (Шелси, Шельси) Изабелле Ивановне (ок. 1815 — после 1850), происходившей из старинного итальянского аристократического рода; с декабря 1824 по март 1833 года воспитывалась в Императорском Воспитательном обществе благородных девиц. В браке имел сыновей — Рафаила и Ахиллеса. Дочь — Людмила.
Старший сын — Рафаил Матвеевич Хотинский, родился 10 (22) июня 1843 года. По-видимому, был женат и имел в браке дочь — Любовь Рафаиловну Хотинскую, которая во второй половине 1930-х гг. упоминается служащей Министерства местной промышленности РСФСР.

### Знаменитый сын — изобретатель
Младший сын Ахилл (Ахиллес) Матвеевич Хотинский (24 декабря 1849 (5 января 1850) — 29.03.1933) — знаменитый изобретатель, инженер-конструктор и предприниматель в области электротехники и вооружений. Воспитывался в С.-Петербургском морском училище; с 11.04.1870 года произведён в гардемарины; в 1872 году произведён в мичмана; после окончания в 1876 году офицерского минного класса С.-Петербургской морской академии произведён в лейтенанты флота; имея за плечами несколько изобретений, в 1878 – 1879 гг., по высочайшему повелению, командирован в США для наблюдения за переоборудованием закупленных Россией крейсеров (Вторая Американская экспедиция), где изобретает и конструирует для купленных крейсеров приборы и инструменты, которые принимаются к исполнению инженерным ведомством США; в 1881 г., по прошению, вышел в отставку с присвоением чина капитан-лейтенанта флота. В том же 1881 году, организовал электроламповое производство в Париже; в 1883 году в Голландии открыл фабрику по выпуску и применению первых систем электроосвещения — «Systeem de Khotinsky», которая работает до настоящего времени и носит его имя; в 1889 году открыл филиал фабрики в Гельнхаузене (Германия); в 1891 году построил электротехнический завод в Мальборо (США, штат Массачусетс) и с этого года стал работать в США, сотрудничая с различными американскими компаниями и институтами. А.М. Хотинский был широко известен в кругах физиков и химиков, был знаком и сотрудничал с первыми электротехниками: Яблочковым, Лодыгиным, Эдисоном и Максимом. В 1899 году он избирается постоянным членом Американского института инженеров-электриков. Обладая десятками патентов, занимался широким спектром деятельности, включая эксперименты с торпедами, конструирование аккумуляторов (гальванических батарей), в т. ч. для подводного флота, разработку термостатных устройств и др., сконструировал первую автоматическую скорострельную пушку, в 1922 году принятую на вооружение ВМС США. Значителен его вклад в разработку и технологию изготовления научных инструментов и приборов.
Получив производство в офицерский чин мичмана, с 5.11.1872 года женился на 18-летней девице Софье Антоновне Лагода (4.02.1854 — после 1917), оставшейся жить в С.-Петербурге до большевистского переворота 1917 года. Она была младшей дочерью действительного статского советника Антона (Антония) Ивановича Лагода (17.01.1816 – 26.12.1876) от брака с урожденной девицей Еленой (Ольгой) Иосифовной Вальпредо (6.03.1823 — 12.12.1855), дочерью камердинера Иосифа (Осипа) Антоновича Вальпредо (? – 1838) от второго его брака (с июля 1813 г.) с Феодосией Федоровной Воробьевой (? – 18.12.1851). Венчание состоялось в церкви святого Апостола Никанора при Доме призрения малолетних бедных Императорского Человеколюбивого общества. Поручителями по жениху стали старший помощник делопроизводителя Департамента железных дорог, титулярный советник Ростислав Степанович Хотинский, двоюродный брат жениха, и потомственный почетный гражданин, с.-петербургской 2-й гильдии купец Иван Иванович Пирогов, который был поручителем и на свадьбе Р. С. Хотинского. По невесте поручителями стали младший помощник столоначальника Главного штаба майор Михаил Николаевич Шоттен и старший помощник столоначальника Главного штаба, коллежский асессор Алексей Николаевич Шоттен, два родных брата, которые были поручителями и на свадьбе девицы Евгении Степановны Хотинской, двоюродной сестры Ахиллеса.
В браке А. М. Хотинский имел дочь — Наталью, служившую сестрой милосердия Российского общества Красного Креста. Тесть — А. И. Лагода, в чине статского советника (7.03.1850) с 12.09.1850 по 4.01.1855 года служил членом Комитета об устройстве постоянной лечебницы для недостаточных чиновников; с 4.01.1855 по 8.03.1859 года - директор хозяйственной части правления С.-Петербургского Николаевского сиротского института и Александровского сиротского дома ведомства С.-Петербургского опекунского совета; с 7.02.1861 по 17.07.1870 года - экспедитор (начальник) третей (разбора всей приходящей внутренней легкой почты и раздачи простой корреспонденции), затем второй (приёма денег на все почты) Экспедиций С.-Петербургского почтамта, действительный статский советник с 10.06.1870 года.

### Дочь
Людмила Матвеевна Хотинская — оперная певица (меццо-сопрано), в 1885—1889 годах — артистка Большого театра в Москве.